# Mieczysław Politowski

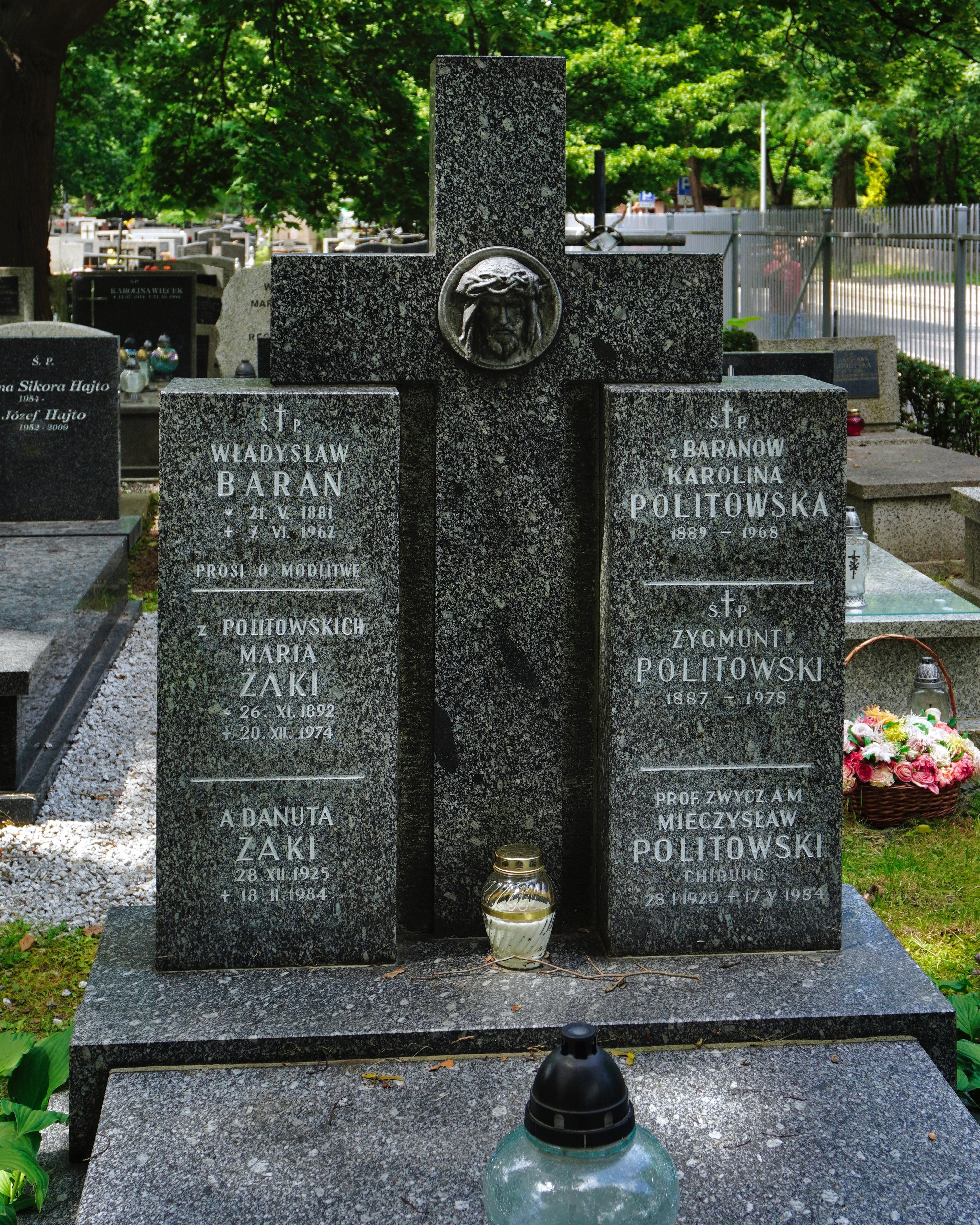
Grób Mieczysława Politowskiego na cmentarzu Rakowickim w Krakowie

Mieczysław Politowski (ur. 28 stycznia 1920, zm. 17 maja 1984) – polski lekarz, chirurg, profesor nauk medycznych, twórca jednego z pierwszych polskich oddziałów reanimacji i intensywnej terapii.
Zajmował się chirurgią: ogólną, urazową, naczyniową i plastyczną. Od 1963 pełnił funkcję kierownika III Kliniki Chirurgicznej krakowskiej Akademii Medycznej, która w tym okresie zanotowała intensywny postęp prac badawczych w zakresie immunologii i transplantologii doświadczalnej, co zaowocowało pierwszym przeszczepem nerki w Polsce południowej.

Został pochowany na cmentarzu Rakowickim w Krakowie.